# I'm Outta Love
"I'm Outta Love" é uma canção da cantora e compositora norte-americana Anastacia, para o seu álbum de estreia Not That Kind. Escrita por Anastacia, Sam Watters, and Louis Biancaniello, a canção recebeu uma recepção positiva dos críticos musicais, e foi lançado como single de estreia da cantora no início do ano 2000 nos Estados Unidos, e no Verão do mesmo ano na Europa, Reino Unido e Áustria. Entrou nas tabelas musicais da Austrália, Nova Zelândia e na Bélgica e alcançou o top 10 no Reino Unido, Áustria, França, Alemanha, Noruega, Itália. Na Billboard, o single alcançou o número dois na tabela Hot Dance Music/Club Play.

## Videoclipe

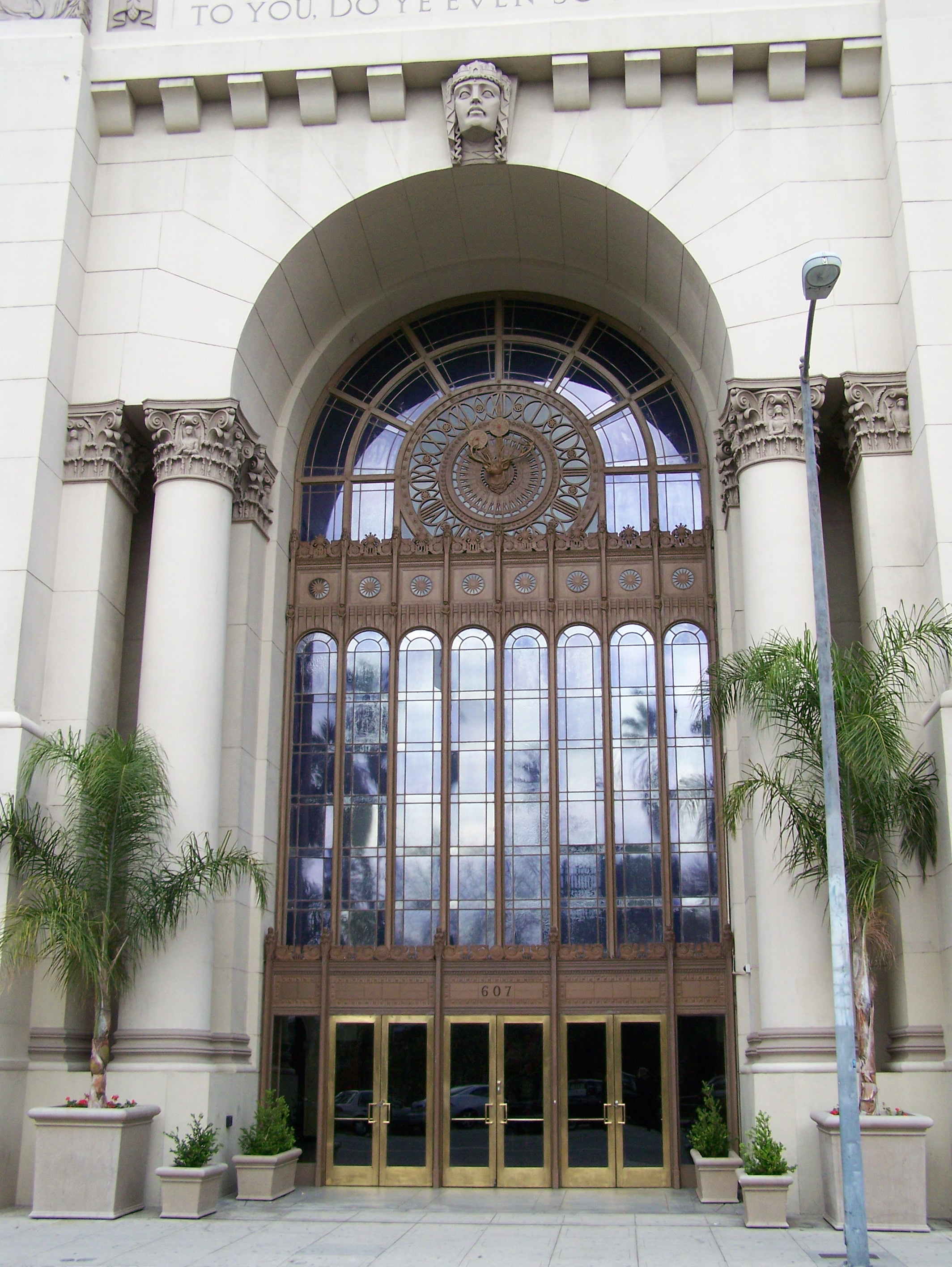
Entrance of the Park Plaza Hotel, Los Angeles. courtesy (c) 2008 by Molly Berke.

O videoclipe de "I'm Outta Love" foi dirigido pelo director Nigel Dick e filmado no Park Plaza Hotel em Los Angeles, California , entre 9 e 10 de Outubro de 1999. Foi coreografado por Robin Antin. Foi ainda nomeado para os MTV Europe Music Awards, na categoria de Best New Act.
Existiu ainda um remix oficial do vídeo feito por Hex Hector Radio Mix, que incluiu novas e extensas cenas.

## Faixas e formatos
| - 7" single 1. "I'm Outta Love" – 4:02 2. "Baptize My Soul" – 4:13 - CD Australiano maxi single 1. "I'm Outta Love" (Radio Edit) – 3:49 2. "I'm Outta Love" (Hex Hector Radio Edit) – 4:04 3. "I'm Outta Love" (Matty's Soulflower Mix) – 5:56 4. "I'm Outta Love" (Hex Hector Main Club Mix) – 8:00 5. "I'm Outta Love" (Ron Trent's Club Mix) – 8:33 6. "Baptize My Soul" – 4:13 - CD Austríaco single 1. "I'm Outta Love" (Álbum Version) – 4:02 2. "I'm Outta Love" (Matty's Too Deep Mix) – 9:28 - CD Promocional Brasileiro maxi single 1. "I'm Outta Love" (Album Version) – 4:02 2. "I'm Outta Love" (Hex Hector Radio Mix) – 4:02 3. "I'm Outta Love" (Hex Hector Main Club Mix) – 7:59 4. "I'm Outta Love" (Hex Hector Dub) – 8:33 5. "I'm Outta Love" (Matty's Soulflower Mix) 6. "I'm Outta Love" (Matty's Too Deep Mix) – 9:28 7. "I'm Outta Love" (Matty's Deep Dub) 8. "I'm Outta Love" (Ron Trent's Club Mix) – 8:33 - CD Europeu single 1. "I'm Outta Love" (Album Version) – 4:02 2. "I'm Outta Love" (Hex Hector Radio Mix) – 4:02 | - European promo CD single 1. "I'm Outta Love" (Album Version) – 4:02 2. "I'm Outta Love" (Matty's Soulflower Mix) – 9:28 - CD Europeu maxi single 1. "I'm Outta Love" (Album Version) – 4:02 2. "I'm Outta Love" (Matty's Too Deep Mix) – 9:28 3. "I'm Outta Love" (Hex Hector Main Club Mix) – 7:59 4. "I'm Outta Love" (Hex Hector Radio Mix) – 4:02 - Reino Unido 12" promo single 1. "I'm Outta Love" (Rhythm Masters Vocal Mix) 2. "I'm Outta Love" (Rhythm Masters Vocal Dub) 3. "I'm Outta Love" (Ron Trent's Club Mix) – 8:33 - Reino Unido CD maxi single 1. "I'm Outta Love" (Radio Edit) – 3:49 2. "I'm Outta Love" (Rhythm Masters Vocal Mix) 3. "I'm Outta Love" (Ron Trent's Club Mix) – 8:33 4. "I'm Outta Love" (Video) - Estados Unidos 12" maxi single 1. "I'm Outta Love" (Hex Hector Main Club Mix) – 7:59 2. "I'm Outta Love" (Hex Hector A Capella) – 3:57 3. "I'm Outta Love" (Hex Hector Dub) – 8:33 4. "I'm Outta Love" (Hex Hector Radio Edit) – 4:04 - Estados Unidos CD single 1. "I'm Outta Love" (Album Version) – 4:02 2. "I'm Outta Love" (Hex Hector Radio Mix) – 4:02 3. "Baptize My Soul" – 4:13 |

## Versões oficiais
- Versão do Álbum – 4:02
- Hex Hector A Capella – 3:57
- Hex Hector Dub – 8:40
- Hex Hector Main Club Mix – 7:58
- Hex Hector Radio Edit – 4:02
- Hex Hector Alternate Club Mix (unreleased) – 10:35
- Matty's Too Deep Mix – 9:30
- Matty's Too Deep Dub – 9:30
- Matty's Soulflower Mix – 5:57
- Rhythm Masters Vocal Mix – 6:51
- Rhythm Masters Dub – 6:33
- Ron Trent's Club Mix – 8:32
- George Calle's Disco Long Mix 7:50
- Junior Vasquez Mix (unreleased) 10:33
- Sleaze Sisters Anthem Mix (unreleased) – 10:00
- Eddie Baez Mix (unreleased) – 3:27
- Matt & Vito Mix (unreleased) – 10:07
- Matt & Vito Radio Edit (unreleased) – 4:23

## Histórico de lançamento
| Região         | Data                    |
| -------------- | ----------------------- |
| União Europeia | 29 de Fevereiro de 2000 |
| Mundo          | 5 de Maio de 2000       |

## Desempenho

### Certificações
| País          | Certificador | Certificação | Vendas  |
| ------------- | ------------ | ------------ | ------- |
| Austrália     | ARIA         | 2× Platina   | 140,000 |
| Áustria       | IFPI         | Ouro         | 15,000  |
| França        | SNEP         | Prata        | 125,000 |
| Alemanha      | IFPI         | Ouro         | 150,000 |
| Países Baixos | NVPI         | Ouro         | 25,000  |
| Nova Zelândia | RIANZ        | Platina      | 15,000  |
| Suécia        | IFPI         | Ouro         | 10,000  |
| Suíça         | IFPI         | Ouro         | 25,000  |
| Reino Unido   | BPI          | Prata        | 200,000 |

### Posições
| Tabela musical (2000)                                              | Melhor posição |
| ------------------------------------------------------------------ | -------------- |
| Australian ARIA Singles Chart                                      | 1              |
| Ö3 Austria Top 40                                                  | 3              |
| Belgian Ultratop 50 Singles (Flanders)                             | 10             |
| Belgian Ultratop 40 Singles (Wallonia)                             | 1              |
| Canadian Singles Chart                                             | 11             |
| Dutch Top 40                                                       | 3              |
| European Hot 100 Singles                                           | 1              |
| French Syndicat National de l'Édition Phonographique Singles Chart | 2              |
| German Singles Chart                                               | 6              |
| Irish Singles Chart                                                | 2              |

| Tabela musical (2000)              | Melhor posição |
| ---------------------------------- | -------------- |
| New Zealand RIANZ Singles Chart    | 1              |
| Norwegian Singles Chart            | 4              |
| Swedish Singles Chart              | 15             |
| Swiss Singles Chart                | 2              |
| UK Singles Chart                   | 6              |
| U.S. Billboard Hot 100             | 92             |
| U.S. Billboard Hot Dance Club Play | 2              |
| Tabela musical (2001)              | Melhor posição |
| Italian FIMI Singles Chart         | 2              |